# J. F. Schröder
J. F. Schröder war ein Bremer Bankhaus, das 1931 in Konkurs ging.

## Geschichte
1905 eröffnete Johann Friedrich Schröder in Bremen ein Effekten-Kommissionsgeschäft, in dem vor allem Aktien der Deutsche Dampfschiffahrtsgesellschaft „Hansa“ gehandelt wurden. Schröder und der Bankierssohn Albert Ernst Weyhausen gründeten 1905 das Bankhaus Schröder und Weyhausen in Bremen, Langenstraße Nr. 1.
1920 wurde das Unternehmen mit dem Bremer Bankhaus E. C. Weyhausen vereint und firmierte als J. F. Schröder KGaA. 1923 bezog sie das neue Bankgebäude Obernstraße 2–12. Ab 1925 war sie für das Land Bremen und Teile der lokalen Wirtschaft die Hausbank. Der Bremer Senat hatte seine Guthaben bei diesem Unternehmen angelegt. Die Rolle der Hausbank des Bremer Senats hatte das Unternehmen von der Darmstädter und Nationalbank (Danatbank) übernommen. Die Danatbank war zu der Zeit die drittgrößte deutsche Bank.
Während der Weltwirtschaftskrise seit 1929 und nach dem Konkurs der Norddeutschen Wollkämmerei & Kammgarnspinnerei (Nordwolle) im Juli 1931 musste das Unternehmen – trotz Rettungsversuchen – am 20. Juli 1931 die Schalter schließen. Die Danatbank war bereits am 13. Juli 1931 zahlungsunfähig.
Der Staat sanierte und übernahm das Unternehmen. Es firmierte fortan als Norddeutsche Kreditbank.